# Jean François Billeter
Pour les articles homonymes, voir Billeter.
Jean François Billeter, né le 7 juin 1939 à Bâle, est un sinologue suisse, professeur honoraire de l'université de Genève, titulaire de la chaire d'études chinoises depuis sa création en 1987 jusqu'en 1999, date à laquelle il a pris une retraite anticipée pour se consacrer à ses travaux.

## Biographie
Jean François Billeter est né à Bâle le 7 juin 1939 de parents neuchâtelois. Il est de langue maternelle française, mais a fait ses classes en allemand jusqu’au baccalauréat, obtenu au Humanistisches Gymnasium de cette ville en 1958. Il a ensuite fait des études de lettres à Bâle, puis à Genève, terminées par une licence en 1961. Il a entrepris l’étude du chinois à Paris en 1962, et l'a poursuivie à Pékin de 1963 à 1966, en "littérature classique" à l’université de Pékin à partir de 1964. Il a été le témoin de l’apogée du maoïsme et des débuts de la révolution culturelle.
En 1966, il a épousé Cui Wen 崔文, une jeune pékinoise qui pratiquait la médecine. Il a poursuivi sa formation à Paris (1967-68), à Kyoto (1968-1970) et Hong Kong (1970-71). Ces études ont été rendues possibles par une bourse de l’Université de Genève la première année, puis par un soutien prolongé du Fonds national suisse de la recherche scientifique. J.F. Billeter a soutenu sa thèse sur le philosophe Li Zhi 李贄 (1527-1602) à Genève en 1976  et l’a publiée en 1979.
En 1971, Billeter est nommé assistant au Ostasiatisches Seminar de l'université de Zurich, où il est resté actif jusqu’en 1978. Il a été chargé en 1972 d'un enseignement d'histoire chinoise à la Faculté des lettres de l'Université de Genève. Il y a créé en 1973 un enseignement de langue chinoise à partir duquel s'est développé peu à peu un programme plus complet d'études chinoises. Elles sont devenues une discipline à part entière lorsque son poste a été transformé en une chaire professorale en 1987. Quand il a quitté l'université de façon anticipée en 1999 pour pouvoir se consacrer à ses propres travaux, il a publié un bilan de son expérience dans un Mémoire sur les études chinoises à Genève et ailleurs. Un soutien généreux de la Chiang Ching-Kuo Foundation de Taipei lui avait déjà permis de se retirer de l’enseignement pendant deux ans, de 1992 à 1994, pour entreprendre des recherches sur le philosophe ancien Tchouang-tseu.
Avec Cui Wen, devenue sa collègue, il a développé un enseignement de la langue d'un genre nouveau dont il a exposé les principes dans deux brefs essais, L'Art d'enseigner le chinois et Les Gestes du chinois.

### Récompenses et distinctions
- 1990 : Prix Stanislas Julien de l’Académie des inscriptions et belles-lettres pour L’Art chinois de l’écriture.
- 2013 : Prix culturel de la fondation Leenaards[3] (Lausanne).
- 2015 : Prix de la Ville de Genève[4].
- 2017 : Prix Roger-Caillois de l'Essai[5] (Paris)
- 2018 : Prix Michel Dentan[6], (Lausanne)

## Œuvres

### Livres
- Li Zhi, philosophe maudit (1527-1602), Droz, Genève, 1979 (298 p.)  (ISBN 2600040862) ; rééd. Allia, Paris, 280 p., 2024  (ISBN 979-1030416169), (ASIN B0D1TC5G4F)
- Le système des statuts de classe en République populaire de Chine, IHEI, Genève, 1986. (100 p.), repris dans Revue européenne des sciences sociales (Genève) 1987, et dans Stuart R. Schram, ed., The Scope of State Power in China, SOAS, Londres, 1985.
- L’Art chinois de l’écriture, Skira, Genève, 1989 (320 p.). Réédité par Skira, Milan, puis par Allia, Paris, en 2010, dans une édition remaniée intitulée Essai sur l'art chinois de l'écriture et ses fondements (414 p.). L'ouvrage a reçu le prix Stanislas Julien de l'Académie française en 1990. La traduction anglaise, The Chinese Art of Writing, Rizzoli, New York, 1990, n'est pas satisfaisante et n'a pas été rééditée.
- Mémoire sur les études chinoises à Genève et ailleurs, Genève, 1998. (95 p.)[7]
- Chine trois fois muette, suivi de : Bref essai sur l’histoire de Chine, d’après Spinoza, Allia, Paris, 2000, (148 p.) (ISBN 979-10-304-1047-1). Traduit en chinois (Taipei).
- Leçons sur Tchouang-tseu, Allia, Paris, 2002, (152 p.) (ISBN 978-2-84485-793-4). Quatre leçons données au Collège de France en 2000 à l'invitation de Pierre-Étienne Will. Traduit en chinois (Pékin, Taipei), allemand, italien, espagnol, japonais.
- Études sur Tchouang-tseu, Allia, Paris, 2006 (294 p.) (ISBN 979-10-304-1367-0)
- Contre François Jullien, Allia, Paris, 2006. (122 p.). édition augmentée 2018, (141 p.)  (ISBN 979-10-304-0840-9)
- Notes sur Tchouang-tseu et la philosophie, Allia, Paris, 2010 (112 p.) (ISBN 978-2-84485-370-7). Traduit en chinois (Taipei).
- Un paradigme, Allia, 2012 (126 p.). Traduit en allemand.
- Trois essais sur la traduction, Allia, Paris, 2014 (120 p.), devenus en 2014 Quatre essais sur la traduction (137 p.) (ISBN 979-10-304-0985-7)
- Lichtenberg, Allia, Paris, 2014 (168 p.) (ISBN 978-2-84485-901-3)
- Esquisses, Allia, Paris, 2016 (128 p.), édition remaniée 2021, (108 p.)  (ISBN 979-10-304-1368-7). Traduit en allemand.
- Une rencontre à Pékin, Allia, Paris, 2017 (150 p.) (ISBN 979-10-304-0685-6)
- Une autre Aurélia, Allia, Paris, 2017 (92 p.) (ISBN 979-10-304-0682-5)
- Demain l'Europe, Allia, Paris, 2019 (47 p.) (ISBN 979-10-304-1016-7). Traduit en allemand.
- Pourquoi l'Europe, réflexions d'un sinologue, Allia, Paris, 2020 (141 p.) (ISBN 979-10-304-2232-0). Traduit en portugais.
- Le Propre du sujet, Allia, Paris, 2021 (55 p.)  (ISBN 979-10-304-1362-5)
- L'Art d'enseigner le chinois, Allia, Paris, 2021 (63 p.) (ISBN 979-10-304-1357-1)
- Les Gestes du chinois, Allia, Paris, 2021 (93 p.) (ISBN 979-10-304-1352-6)
- Héraclite, le sujet, Paris, Allia, 2022, 64 p. (ISBN 979-10-304-1553-7)
- Court Traité du langage et des choses, Paris, Allia, 2022, 80 p. (ISBN 979-10-304-1512-4)
- Bonnard, Giacometti, P., Paris, Allia, 2023, 80 p. (ISBN 979-10-304-1626-8)
- Une révolution dans la pensée, Paris, Allia, 2023, 64 p. (ISBN 979-10-304-1734-0)

### Chapitres d' ouvrages
- « « Le vertigineux et inappréciable en deçà. » Sujet et subjectivité dans le Tchouang-tseu », dans La fabrication du psychisme, La Découverte, 2006, 292 p. (ISBN 9782707149817), p. 91-105

### Articles (sélection)
- « Contribution à une sociologie historique du mandarinat », Actes de la recherche en sciences sociales, vol. 15,‎ juin 1977, p. 3-29 (lire en ligne)
- « La poésie chinoise et la réalité : à la mémoire de Patrick Destenay », Extrême-Orient, Extrême-Occident, no 8,‎ 1986, p. 67-109 (lire en ligne)
- « Le système des "Statuts de classe" en république populaire de chine », Revue européenne des sciences sociales, no 76,‎ 1987, p. 141-197
- « Étude sur sept dialogues du Zhuangzi », Études chinoises. 漢學研究, nos 13-1-2,‎ 1994, p. 295-343 (lire en ligne)
- « Un fragment philosophique du IVe siècle avant notre ère : Le faisan de Zhuangzi », Études chinoises. 漢學研究, nos 18-1-2,‎ 1999, p. 59-79 (lire en ligne)
- « L'énigme Confucius », Esprit, no No. 297 (8/9),‎ août-septembre 2003, p. 76-99
- « Questions sur un philosophe chinois », Critique, no 713,‎ 2006, p. 799-814